# 2011年のアフガニスタンにおけるチヌーク撃墜事件
2011年のアフガニスタンにおけるチヌーク撃墜事件は、 2011年8月6日、ターリバーン掃討作戦に参加していたアメリカ陸軍に所属するCH-47Dが撃墜され、搭乗していたネイビー・シールズの隊員22名を含むアメリカ軍兵士30名とアフガニスタン軍兵士7名、アフガニスタン人通訳1名の計38名および軍用犬1頭が戦死した事件である。
当時、アフガニスタンのカーブル南西部に位置する ヴァルダク州タンギ渓谷では、統合特殊作戦コマンドが乗機の作戦行動を行っていた。撃墜された CH-47D チヌークは、作戦に参加中だった第75レンジャー連隊の部隊を増強するためのクイック・リアクション・フォース(QRF)を輸送中であり、「Extortion 17」(「ワン・セブン」と発音)のコールサインを使用していた。
死亡した米兵30名の内訳はアメリカ海軍特殊戦開発グループの隊員を含むネイビー・シールズの隊員が22名、陸軍のCH-47Dの搭乗員が5名、軍用犬の訓練士1名の含む海軍の支援要員が5名、空軍の特殊部隊の隊員が3名である。2005年6月27日にネイビー・シールズがタリバンに対して行った軍事作戦であるレッド・ウィング作戦を上回る損害を出した。